# ریوجی اوکادا
ریوجی اوکادا (انگلیسی: Ryuji Okada؛ زادهٔ ۶ سپتامبر ۱۹۷۴) بازیکن فوتبال اهل ژاپن است.
از باشگاه‌هایی که در آن بازی کرده‌است می‌توان به باشگاه فوتبال شیمیزو اس-پالس اشاره کرد.